# Orbita osculatrice
In astronomia, e in particolare nella meccanica celeste, l'orbita osculatrice è l'orbita kepleriana che seguirebbe un corpo celeste attorno a un corpo di massa maggiore se non subisse perturbazioni, gravitazionali o non.
L'orbita osculatrice e la posizione del corpo celeste in essa, sono descritte pienamente dai sei parametri orbitali di Keplero: essi sono facili da calcolare se si conosce la posizione e la velocità del corpo celeste rispetto al corpo attorno a cui orbita.
Il termine osculatorio deriva dal verbo latino osculari che significa baciare: l'uso di questo termine in ambito della meccanica celeste deriva dal fatto che in ogni momento l'orbita osculatrice (calcolata in base ai parametri di quel momento) è esattamente tangente all'orbita reale, con il corpo celeste posizionato esattamente sul punto tangente.
Perturbazioni di varia origine possono causare variazioni negli elementi orbitali dell'orbita osculatrice. A volte le variazioni sono notevoli e molto rapide: in tali casi un insieme più completo di elementi orbitali può rappresentare meglio le caratteristiche dell'orbita.
Le cause delle perturbazioni che possono indurre un'orbita osculatrice a cambiare possono essere di diversi tipi:
1. la non sfericità e idealità del corpo attorno al quale orbita il corpo celeste che percorre l'orbita osculatrice (per esempio se il corpo attorno a cui viene percorsa l'orbita osculatrice non può essere considerato puntiforme o se ha disomogeneità di densità, e quindi di massa, se è appiattito a causa della rotazione, ecc.);
2. l'esistenza di un terzo corpo celeste o un insieme di altri corpi celesti;
3. l'esistenza di forze non gravitazionali che abbia un "effetto propulsivo", come la  sublimazione di gas e/o espulsione di polveri nelle comete o l'azione dei razzi nelle sonde spaziali;
4. l'attrito dovuto ad un'atmosfera, come per i satelliti artificiali in orbite basse;
5. il vento solare;
6. la pressione di radiazione solare o stellare;
7. delle collisioni con altri corpi celesti;
8. il rilascio di materiali in conseguenza ad esplosioni prodotte dal cambiamento di stato dei materiali stessi, causato da variazioni di temperatura;
9. la rottura o la formazione di sistemi legati gravitazionalmente tipo satellite-pianeta o tipo sistema doppio (pianeta-pianeta o asteroide-asteroide);
10. effetti relativistici (come nella precessione del perielio di Mercurio).